# Ernst Sarfert

Ernst Sarfert als junger Turnerschafter

Ernst Sarfert während der Großen Hamburger Südsee-Expedition auf dem Forschungsschiff Peiho (links sitzend)

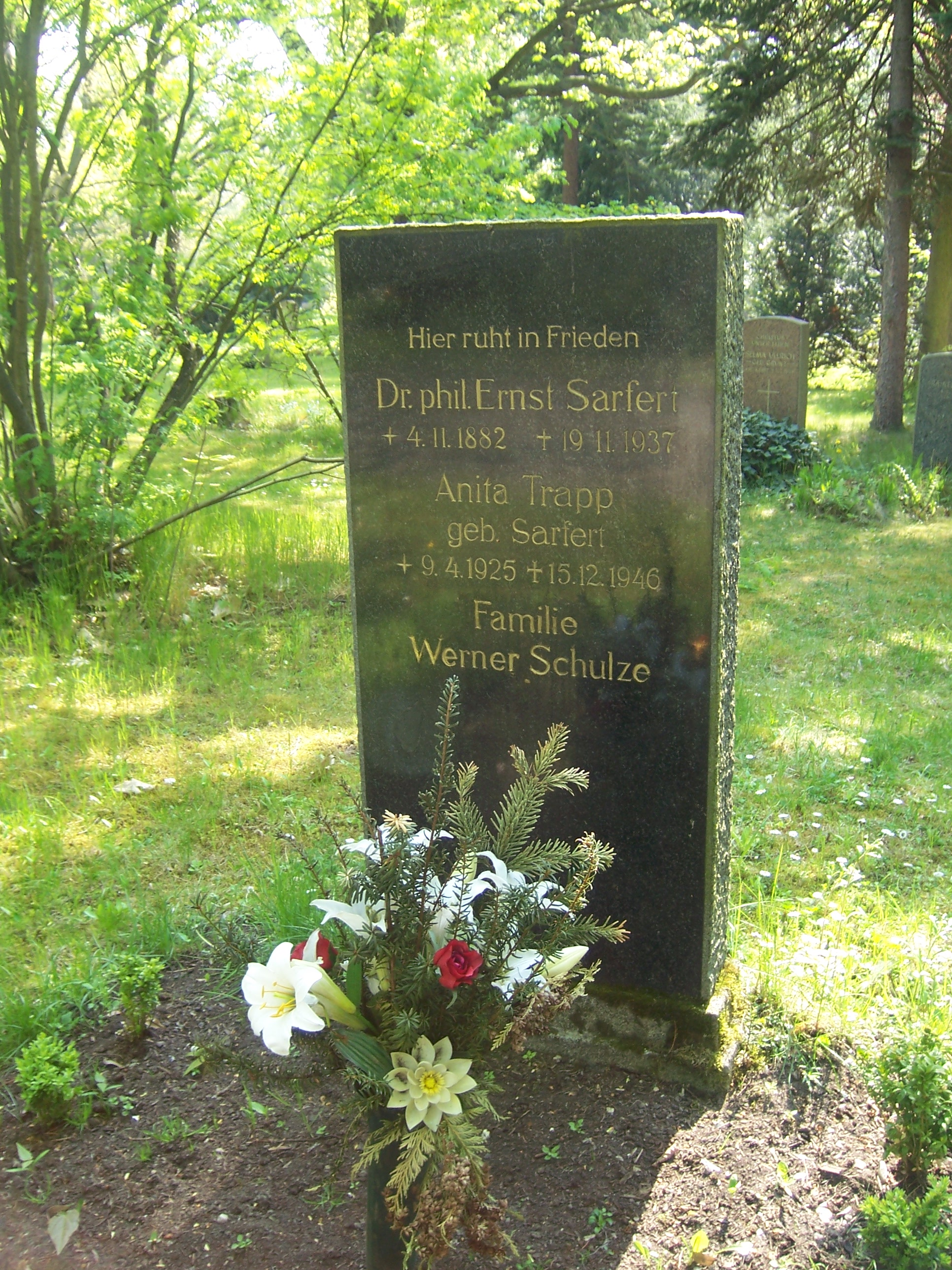
Grabstätte Ernst Sarfert auf dem Südfriedhof in Leipzig – aufgelassen: Mai 2022

Ernst Gotthilf Sarfert (* 4. November 1882 in Schönau bei Zwickau; † 19. November 1937 in Leipzig) war ein deutscher Ethnologe und Forschungsreisender.

## Leben
Ernst Sarfert war der jüngste Sohn von insgesamt zwölf Kindern des Gastwirtsehepaars Christian Gotthilf und Ernestine Pauline Sarfert. Einer seiner Brüder war William Sarfert, Direktor der Sachsenwerke in Dresden.
Nach dem Besuch der Bürgerschule und des Realgymnasiums in Zwickau studierte Sarfert Germanistik, Geschichtswissenschaft und Geographie an den Universitäten in Jena und Leipzig. Während seines Studiums wurde er Mitglied der Turnerschaft Normannia Jena, für die er mehrere Mensuren focht. Auf Anregung seines Lehrers Karl Weule widmete er sich am Ende seiner Studien verstärkt dem Fach Völkerkunde und wurde 1908 mit einer Dissertation Haus und Dorf bei den Eingeborenen Nordamerikas promoviert. Seit 1907 Volontär am Museum für Völkerkunde zu Leipzig, vertrat er als wissenschaftlicher Assistent 1908 seine Forschungseinrichtung auf dem Internationalen Amerikanisten-Kongress in Wien. Zur selben Zeit schlug ihn Karl Weule als Teilnehmer der Hamburger Südsee-Expedition der Hamburgischen Wissenschaftlichen Stiftung vor, die von Georg Thilenius organisiert wurde und in der Zeit von 1908 bis 1910 mehrere Wissenschaftler mit dem eigens gecharterten Forschungsschiff Peiho nach Melanesien und Mikronesien führte.
Sarfert konnte sich dieser Expedition erst 1909 von Hongkong aus anschließen. Für seine Studien hielt er sich längere Zeit auf den Inseln Sorol, Ifalik, Satawal, Puluwat und Kusae auf. Auch nach dem offiziellen Ende der Expedition setzte er seine Forschungen auf Kusae noch knapp drei Monate länger fort.
Nach seiner Rückkehr arbeitete er als Leiter der indonesisch-ozeanischen Abteilung des Leipziger Völkerkundemuseums hauptsächlich an der Systematisierung seiner Exponate und Aufzeichnungen. Schon 1913 lag sein dann erst 1919 und 1920 publiziertes Manuskript über Kusae (heute Kosrae) druckfertig vor. Die Auswertung seiner Forschungen, deren Publikation und die Arbeit in den Leipziger Sammlungen wurde durch den Ausbruch des Ersten Weltkrieges unterbrochen, an dem Sarfert als Frontsoldat und später Leutnant der Luftabwehr teilnahm.
Durch den Verlust der Deutschen Kolonien am Ende des Ersten Weltkrieges sah er seine Karriere als Ethnologe für beendet an und verließ freiwillig das Museum für Völkerkunde. Die Bearbeitung seiner Feldforschungsaufzeichnungen wurden mit seiner Unterstützung in der Folge von Hans Damm, dem späteren Direktor des Leipziger Völkerkundemuseums, übernommen. So konnten 1929 und 1931 – ebenfalls in der Reihe der Hamburgischen Wissenschaftlichen Stiftung und mit Unterstützung der Notgemeinschaft der deutschen Wissenschaft (heute DFG) – die beiden Halbbände des Buches Luangiua und Nukumanu gedruckt werden. Als weiterer Band nach den Aufzeichnungen Sarferts, bearbeitet von Hans Damm, erschien 1935 als 2. Halbband von Inseln um Truk (Centralkarolinen Ost): Polowat, Hok und Satowal. 1938, nach Sarferts Tod, erschien der 2. Halbband über die Zentralkarolinen. Die Forschungen Sarferts stellen noch heute einmaliges Quellenmaterial dar und sind vor allem auch für die Bewohner der Inseln zur Dokumentation ihrer Kultur von unschätzbarem Wert. Übersetzungen der Bände ins Englische, wenn auch noch unpubliziert, befinden sich auf Veranlassung von Francis X. Hezel im Micronesian Seminar auf Pohnpei.
Nach Beendigung seiner wissenschaftlichen Laufbahn widmete sich Ernst Sarfert als selbständiger Kaufmann dem Vertrieb von Radiogeräten. Ab 1929 war er als Vertreter und Prokurist für verschiedene Firmen tätig. Er starb an den Folgen einer Magenoperation und wurde auf dem Südfriedhof in Leipzig beerdigt. Die Grabstelle wurde im Mai 2022 aufgelassen.
Ernst Sarfert hatte am 8. Oktober 1917 in Leipzig-Gohlis Emma Rohland geheiratet. Der Ehe entstammten die Töchter Edith, verehelichte Schulze, und Anita, verehelichte Trapp.

## Werke (Auswahl)
- Haus und Dorf bei den Eingeborenen Nordamerikas, Dissertationsschrift, F. Vieweg und Sohn, Braunschweig 1908 (Online)
- Zur Kenntnis der Schiffahrtskunde der Karoliner, F. Vieweg und Sohn, Braunschweig 1911
- Luangiua und Nukumanu. Nach den Aufzeichnungen von Ernst Sarfert bearb. von Hans Damm, Halbbd. 1: Allgemeiner Teil und materielle Kultur; Halbbd. 2: Soziale Verhältnisse und Geisteskultur Hamburg 1929–1935 (Ergebnisse der Südsee-Expedition 1908–1910, 2, B, Bd. 12)
- Kusae, Ergebnisse der Südsee-Expedition, 1908–1910 Ethnographie, Mikronesien, Band 4
  - Teil 1: Allgemeiner Teil und materielle Kultur. Friederichsen, Hamburg 1919 (Online)
  - Teil 2: Geistige Kultur. Friederichsen, Hamburg 1920 (Online)